# Francesco Chiarottini
Francesco Chiarottini (Cividale del Friuli, 29 gennaio 1748 – Cividale del Friuli, 14 aprile 1796) è stato un pittore, architetto e incisore italiano.

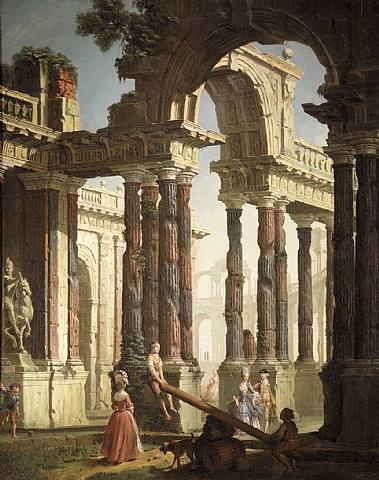
Capriccio, Collezione privata

Allievo di Francesco Fontebasso, fu un pittore cosiddetto prospettico che operò in Friuli, a Venezia, Bologna, Roma.